# Jon Gray
Jonathan Charles "Jon" Gray, född den 5 november 1991 i Shawnee i Oklahoma, är en amerikansk professionell basebollspelare som spelar för Texas Rangers i Major League Baseball (MLB). Gray är högerhänt pitcher.
Gray draftades av Kansas City Royals i 2010 års MLB-draft men inget kontrakt upprättades mellan parterna. Han gick åter i draften året därpå och valdes denna gång av New York Yankees men även denna gång blev det inget kontrakt. Gray började i stället studera vid University of Oklahoma och spelade för skolans basebollag Oklahoma Sooners. Han var tillgänglig i 2013 års draft och valdes då av Colorado Rockies.